# Kaede (bailarina)
Kaede (en japonés: 楓; Yokosuka, Prefectura de Kanagawa, 11 de enero de 1996) es una cantante, bailarina, modelo y actriz japonesa, conocida por ser miembro del grupo femenino japonés F5ve desde 2022, y también por ser modelo exclusiva de CanCam.

## Carrera

### Pasarelas
| Año  | Título                 | Temporada        |
| ---- | ---------------------- | ---------------- |
| 2011 | Tokyo Girls Collection | Otoño/Invierno   |
| 2012 | ViVi Noche en Osaka    |                  |
| 2012 | Tokyo Girls Collection | Otoño/Invierno   |
| 2012 | Girls Award            | Otoño/Invierno   |
| 2012 | Ryukyu Asia Colección  |                  |
| 2013 | Tokyo Girls Collection | Primavera/Verano |
| 2013 | Colección Kansai       | Primavera/Verano |
| 2014 | Kobe Colección         | Primavera/Verano |
| 2014 | Tokio Pista            | Primavera/Verano |
| 2015 | Girls Award            | Otoño/Invierno   |

### Catálogos
| Año  | Título             |
| ---- | ------------------ |
| 2012 | Kyoto Kimono Yuzen |

### Programas de televisión
| Año  | Título      | Red      | Notas |
| ---- | ----------- | -------- | ----- |
| 2012 | Odori Ri-ba | TV Tokyo | MC    |

### Series
| Año  | Título                              | Papel           | Red | Notas      |
| ---- | ----------------------------------- | --------------- | --- | ---------- |
| 2014 | A Perfect Day for Love Letters      | Ai Hayakawa     | NTV | Episodio 4 |
| 2014 | Shark: 2ª Temporada                 | Makoto Yonezawa | NTV |            |
| 2016 | High & Low: The Story Of S.W.O.R.D. | Shiba           | NTV |            |

### Películas
| Año  | Título                | Papel |
| ---- | --------------------- | ----- |
| 2016 | Road To High & Low    | Shiba |
| 2016 | High & Low: The Movie | Shiba |